# Haapajärvi härad
Haapajärvi härad är ett härad i Norra Österbotten, tidigare i Uleåborgs län, i Finland.
Ytan (landsareal) var 6 880,8 km² 1910; häradet hade 31 december 1908 42 485 invånare och en befolkningstäthet av 6,2 inv/km².

## Ingående kommuner
De ingående landskommunerna var 1910 som följer:
- Haapajärvi
- Haapavesi
- Kestilä
- Kärsämäki
- Nivala
- Piippola
- Pulkkila
- Pyhäjärvi
- Reisjärvi

Efter häradsreformen var Haapajärvi, Nivala och Pyhäjärvi städer samt Haapavesi, Kärsämäki och Reisjärvi kommuner kvar i häradet.
Den nya Siikalatva kommun (bildad av Kestilä, Piippola, Pulkkila och Frantsila) samt Pyhäntä överfördes till häradet 2009.